# Særtog
Et særtog er et ekstratog udover de ordinære tog, plantog, der fremgår af køreplanerne. Alt efter formålet kan toget været offentligt tilgængeligt med køreplan offentliggjort til lejligheden, det kan være eksklusivt for en bestiller, eller det kan være et ekstra tog, jernbaneselskabet selv har brug for at køre.

## Typer af særtog
Et særtog kan være persontog, der supplerer de normale tog som ekstrakørsel i myldretiden, og som kan benyttes med almindelige billetter. Der kan også være tale om ekstra kørsel til store arrangementer som messer og sportsstævner. Også godstrafikken kan suppleres af særtog, hvis der er ekstra meget gods eller usædvanlige transporter. Tilsvarende kan materieltog køres som særtog, hvis der f.eks. er tog, der ekstraordinært skal på værksted eller prøvekørsel. Endelig vil specielle tog, der skal udføre målinger og lignende, køre som særtog.
Veterantog køres også som særtog udenfor de egentlige veteranbaner. Der kan her være tale om tog, der er åbne for offentligheden, men hvor der kræves særskilt billet. Disse kører typisk i bestemte weekender, ved højtider eller i ferier. Men der kan også være tale om bestilte særtog for lukkede selskaber. Derudover kan der i enkeltstående tilfælde være tale om særlige tog for jernbaneentusiaster, evt. med specielt materiel, og hvor der så typisk vil blive arrangeret fotostop undervejs herunder evt. på fri bane, hvor der gælder særlige bestemmelser.
Andre former for særtog kan være for rejsearrangører, militær eller statsoverhoveder.

## Toganmeldelser – ikke hemmelige men interne
For jernbaneentusiaster kan særtog være interessante fotomotiver, især hvis der benyttes materiel, der normalt ikke er i drift, eller normalt ikke færdes på en bestemt strækning. Men bortset fra de tog der er åbne for offentligheden, er det normalt ikke muligt at få at vide, hvor og hvornår de pågældende tog kører. Oplysningerne herom fremgår af toganmeldelserne, der indeholder specifikke tider og evt. særlige bestemmelser, og som typisk udarbejdes særskilt for det enkelte særtog. Toganmeldelser er normalt ikke decideret hemmelige, men der er tale om arbejdspapirer til internt brug, og som udenforstående derfor normalt ikke må få adgang til.
Alligevel sker det af og til, at personer med lovlig adgang til toganmeldelser vælger at fortælle det videre til venner, på internetfora eller i mailingliste. Noget der er til glæde for modtagerne, men som ret beset ikke må udleveres. Noget der dog af og til kan forvirre andre entusiaster eller danne myter om hemmelighedskræmmeri, når andre tilsyneladende har haft kendskab til et givet særtog men uden at fortælle andre om det. Noget de altså imidlertid heller ikke må.[kilde mangler]
I enkelte tilfælde sker det dog, at togets bestiller selv vælger at fortælle tiderne for det, f.eks. hvis de ved det har interesse for entusiaster, eller der er tale om officiel kørsel for f.eks. statsoverhoveder.